# Östergötlands runinskrifter 149
Östergötlands runinskrifter 149, Ög 149, är en vikingatida runsten i Furingstads socken i Norrköpings kommun. Stenen är en av fem runstenar som står resta utanför Furingstads kyrka. Stenen har tidigare funnits på Furingstads prästgård, i två stycken som nu är sammanfogade. Den mäter 2,12 meter i total höjd och är av glimmerrik granit. Runorna står i en slinga som är omkring 10 cm bred. Den något skadade slingans utformning ger intryck av att höra hemma i stilgrupperingen RAK, vilket skulle innebära att ristningen mest sannolikt är gjord under tidigt 1000-tal.

## Translitterering
I translittererad form lyder stenens inskrift:
...kun : auk : sikstain : raisþu : eftiR : hrulf : faþur : sin : ...tain : þonsi

## Översättning
I översättning till våra dagars svenska lyder inskriften på stenen:
"Hakun (?) och Sigsten reste denna sten efter Rolf, sin fader."